# Oliver Smithies
Oliver Smithies (Halifax, 23 de julho de 1925 – 10 de janeiro de 2017) foi um biólogo estadunidense, nascido na Inglaterra.
É considerado o inventor (em 1950) da eletroforese em gel, uma técnica de separação de moléculas que envolve a migração de partículas em um determinado gel durante a aplicação de uma diferença de potencial.
Mais tarde descobriria, em simultâneo com Mario Capecchi, a técnica da combinação homóloga de ADN transgénico com ADN genómico, um método muito mais fiável de alterar genomas do que era feito anteriormente, tendo efectuado experiências em ratos geneticamente modificados.
Foi co-galardoado com o Nobel de Fisiologia ou Medicina de 2007 com Mario Capecchi da Universidade de Utah e Martin Evans da Universidade de Cardiff.